# Samalari (Baguia)
Samalari ist ein osttimoresischer Suco im Verwaltungsamt Baguia (Gemeinde Baucau). „Samalari“ bedeutet auf Makasae „Banyanbaum“.

## Geographie
Vor der Gebietsreform 2015 hatte Samalari eine Fläche von 23,24 km². Nun sind es 12,17 km². Der Suco liegt im Nordwesten des Verwaltungsamts Baguia. Nördlich liegt der Suco Lavateri, östlich der Suco Defawasi und südlich die Sucos Alawa Leten, Alawa Craik und Hae Coni. Im Westen grenzt Samalari an das Verwaltungsamt Quelicai mit seinen Sucos Namanei und Guruça. Durch den Osten fließt der Fluss Iraosso. In ihn münden von Westen kommend der im Suco entspringende Dalassa und von Osten aus dem Suco Defawasi kommend der Danahoe. Nach Einmündung des Danahoe heißt der Fluss Danahine und fließt weiter nach Süden in den Suco Alawa Leten. Die Flüsse gehören zum Flusssystem des Irebere.
Zwischen dem Fluss und der Grenze zu Defawasi führt die Überlandstraße, die die Orte Baucau und Baguia miteinander verbindet. An ihm liegen die Dörfer Iraosso (Ira Osso, Ira-Osso, Iraosso) und Taubere. In Iraosso gibt es eine Grundschule, die Escola Primaria catolica Samalari.
Im Suco befinden sich die vier Aldeias Daraloi-Craik, Daraloi Leten, Iraosso und Taubere.

## Einwohner
Im Suco leben 1.521 Einwohner (2022), davon sind 750 Männer und 771 Frauen. Im Suco gibt es 304 Haushalte. Über 95 % der Einwohner geben Makasae als ihre Muttersprache an. Die restliche Bevölkerung spricht Tetum Prasa.

## Politik
Bei den Wahlen von 2004/2005 wurde Domingos Castelhano zum Chefe de Suco gewählt. Bei den Wahlen 2009 gewann Paulino da Cruz Castalhano und wurde bei den Wahlen 2016 in seinem Amt bestätigt. 2023 wurde Maria Lucia Agostinha da Silva zur neuen Chefe de Suco gewählt.
2023 wurden zum Chefe de Aldeias gewählt: Euzenio M. Castelhano da Cruz (Daraloi-Craik), António das Neves (Daraloi Leten), José Ramos (Iraosso) und Aquelino Castelhano (Taubere).

## Persönlichkeiten
- Aurora Ximenes (* 1955), Parlamentsabgeordnete